# Équipe du Canada olympique de soccer
Maillots
L'équipe du Canada olympique de football  représente le Canada dans les compétitions de football espoirs comme les Jeux olympiques d'été, où sont conviés les joueurs de moins de 23 ans.

## Histoire
L'équipe du Canada olympique est inscrite pour la première fois pour les Jeux olympiques de 1968 mais est éliminée en phase de qualification (« tournoi pré-olympique »). Elle ne compte finalement que deux participations au tournoi olympique proprement dit : en 1976, lors des Jeux olympiques organisés à domicile à Montréal (qualifiée d'office) où elle est éliminée au premier tour, et en 1984 à Los Angeles où elle atteint les quarts de finale.
Cependant, bien avant cette équipe olympique du Canada, l'équipe du Galt Football Club avait remporté pour le Canada une médaille d'or en football masculin en s'imposant lors des  Jeux de 1904 à Saint-Louis dans le Missouri face à deux clubs locaux américains, à une époque où le tournoi olympique était en mode démonstration et n'opposait que quelques clubs et équipes locales,. Les équipes nationales ne firent en effet leur apparition qu'en 1908 lors du premier tournoi olympique de football officiel.

## Parcours lors des Jeux olympiques
Depuis les Jeux olympiques d'été de 1992, le tournoi est joué par des joueurs de moins de 23 ans .
| Football aux Jeux olympiques | Football aux Jeux olympiques | Football aux Jeux olympiques | Football aux Jeux olympiques | Football aux Jeux olympiques | Football aux Jeux olympiques | Football aux Jeux olympiques | Football aux Jeux olympiques | Football aux Jeux olympiques |
| Année                        | Tour                         | Classement                   | J                            | G                            | N                            | P                            | Bp                           | Bc                           |
| ---------------------------- | ---------------------------- | ---------------------------- | ---------------------------- | ---------------------------- | ---------------------------- | ---------------------------- | ---------------------------- | ---------------------------- |
| 1896                         | Pas de Tournoi               |                              |                              |                              |                              |                              |                              |                              |
| 1900                         | Pas de participant canadien  | -                            | -                            | -                            | -                            | -                            | -                            | -                            |
| 1904                         | Galt FC (Vainqueur)          |                              | 2                            | 2                            | 0                            | 0                            | 11                           | 0                            |
|                              |                              |                              |                              |                              |                              |                              |                              |                              |
| 1908                         | Non participant              | -                            | -                            | -                            | -                            | -                            | -                            | -                            |
| 1912                         | Non participant              | -                            | -                            | -                            | -                            | -                            | -                            | -                            |
| 1920                         | Non participant              | -                            | -                            | -                            | -                            | -                            | -                            | -                            |
| 1924                         | Non participant              | -                            | -                            | -                            | -                            | -                            | -                            | -                            |
| 1928                         | Non participant              | -                            | -                            | -                            | -                            | -                            | -                            | -                            |
| 1932                         | Non participant              | -                            | -                            | -                            | -                            | -                            | -                            | -                            |
| 1936                         | Non participant              | -                            | -                            | -                            | -                            | -                            | -                            | -                            |
| 1948                         | Non participant              | -                            | -                            | -                            | -                            | -                            | -                            | -                            |
| 1952                         | Non participant              | -                            | -                            | -                            | -                            | -                            | -                            | -                            |
| 1956                         | Non participant              | -                            | -                            | -                            | -                            | -                            | -                            | -                            |
| 1960                         | Non participant              | -                            | -                            | -                            | -                            | -                            | -                            | -                            |
| 1964                         | Non participant              | -                            | -                            | -                            | -                            | -                            | -                            | -                            |
| 1968                         | Non qualifié                 | -                            | -                            | -                            | -                            | -                            | -                            | -                            |
| 1972                         | Non qualifié                 | -                            | -                            | -                            | -                            | -                            | -                            | -                            |
| 1976                         | 1er tour                     | -                            | 2                            | 0                            | 0                            | 2                            | 2                            | 5                            |
| 1980                         | Non qualifié                 | -                            | -                            | -                            | -                            | -                            | -                            | -                            |
| 1984                         | Quart de finale              | 5e                           | 4                            | 1                            | 1                            | 2                            | 5                            | 4                            |
| 1988                         | Non qualifié                 | -                            | -                            | -                            | -                            | -                            | -                            | -                            |
| 1992                         | Non qualifié                 | -                            | -                            | -                            | -                            | -                            | -                            | -                            |
| 1996                         | Non qualifié                 | -                            | -                            | -                            | -                            | -                            | -                            | -                            |
| 2000                         | Non qualifié                 | -                            | -                            | -                            | -                            | -                            | -                            | -                            |
| 2004                         | Non qualifié                 | -                            | -                            | -                            | -                            | -                            | -                            | -                            |
| 2008                         | Non qualifié                 | -                            | -                            | -                            | -                            | -                            | -                            | -                            |
| 2012                         | Non qualifié                 | -                            | -                            | -                            | -                            | -                            | -                            | -                            |
| 2016                         | Non qualifié                 | -                            | -                            | -                            | -                            | -                            | -                            | -                            |
| 2020                         | Non qualifié                 | -                            | -                            | -                            | -                            | -                            | -                            | -                            |
| 2024                         | Non qualifié                 | -                            | -                            | -                            | -                            | -                            | -                            | -                            |
| Total                        | 2/26                         | -                            | 2                            | 1                            | 1                            | 4                            | 7                            | 9                            |